# Magic: the Gathering-sets
Det här är en lista över sets i Magic: the Gathering, ett samlarkortspel publicerat av Wizards of the Coast.
Wizards of the Coast släpper Magic-kort i Grundset (Core sets) och Expansioner (Expansion sets). Efter det första setet, Alpha, bestod alla grundset upp till Tenth Edition enbart av kort som hade tryckts förut. Med start i Magic 2010 kommer alla grundset att bestå till hälften av gamla och till hälften av nya kort. De har varierat i storlek från 249 kort (Magic 2010) till 449 kort (Fifth Edition). Expansioner, som har varierat i storlek från 92 kort (Arabian Nights) till 422 kort (Time Spiral), expanderar spelet med nya kort.
Expansioner, med start i Ice Age, har kommit tre i taget vilka formar ett block (när man talar konkret i spelsituationer) eller cykel (när man beskriver bakgrundshistorien), bestående av ett större, självstående expansion med fler än 300 kort, följt av två mindre expansioner med färre än 200 kort vilka följer samma teman som det större. Precis som Core sets innehåller stora Expansion sets Basic Land-kort; andra Expansion sets gör det inte. Det stora setet i varje block släpps varje oktober, de två andra släpps i februari och april/maj därpå; detta system började man med i Alliances i juni 1996.
Alla expansioner, och alla grundset från och med Sixth Edition och framåt, identifieras med en Expansionssymbol på kortens högra sida, under bilden och ovanför textrutan. Från och med Exodus och framåt, är expansionssymbolerna även färgkodade för att visa raritet: svart för vanlig och basic land-kort, silver för ovanlig, och guld för sällsynt (Time Spiral-setet innehöll en extra lila färg för "timeshifted"). I Shards of Alara introducerades en ny raritet: "Mythic Rare". Wizards of the Coast tilldelar även ett internt utvecklingskodnamn och en tre-bokstävers expansionskod till varje set.

## Grundset
Grundset innan Sixth Edition hade ingen setsymbol tryckta på korten. Istället har man retroaktivt gett dessa set symboler i Wizard of the Coasts officiella Gatherer-databas.
| Limited Edition Alpha     | Ingen / Bokstaven A i en ruta                | LEA | 5 augusti 1993 | 295[I] | 74          | 95          | 116         | 10          | —           |             |             |             |             |             |             |             |             |             |
| Limited Edition Beta      | Ingen / Bokstaven B i en ruta                | LEB | Oktober 1993   | 302[I] | 75          | 95          | 117         | 15          | —           |             |             |             |             |             |             |             |             |             |
| Unlimited                 | Ingen / Bokstaven U i en ruta                | 2ED | December 1993  | 302[I] | 75          | 95          | 117         | 15          | —           |             |             |             |             |             |             |             |             |             |
| Revised Edition[II]       | Ingen / Siffran 3 i en ruta                  | 3ED | April 1994     | 306    | 75          | 95          | 121         | 15          | —           |             |             |             |             |             |             |             |             |             |
| Fourth Edition            | Ingen / Siffran 4 i en ruta                  | 4ED | April 1995     | 378    | 121         | 121         | 121         | 15          | —           |             |             |             |             |             |             |             |             |             |
| Fifth Edition             | Ingen / Romerska siffran 5[III]              | 5ED | 24 mars 1997   | 449    | 165         | 132         | 132         | 20          | —           |             |             |             |             |             |             |             |             |             |
| Classic (Sixth Edition)   | Romerska siffran 6                           | 6ED | 28 april 1999  | 350    | 110         | 110         | 110         | 20          | —           |             |             |             |             |             |             |             |             |             |
| Seventh Edition           | Siffran 7 i seriff                           | 7ED | 11 april 2001  | 350    | 110         | 110         | 110         | 20          | —           |             |             |             |             |             |             |             |             |             |
| Core Set - Eighth Edition | Siffran 8 placerad över tre kort i solfjäder | 8ED | 28 juli 2003   | 357    | 110         | 110         | 110         | 20          | 7[IV]       |             |             |             |             |             |             |             |             |             |
| Core Set - Ninth Edition  | Siffran 9 placerad över tre kort i solfjäder | 9ED | 29 juli 2005   | 359    | 110         | 110         | 110         | 20          | 9[IV]       |             |             |             |             |             |             |             |             |             |
| Core Set - Tenth Edition  | Romerska siffran 10                          | 10E | 14 juli 2007   | 383    | 121         | 121         | 121         | 20          | —           |             |             |             |             |             |             |             |             |             |
| Magic 2010                | "M10"                                        | M10 | 17 juli 2009   | 249    | 101         | 60          | 53          | 20          | 15          |             |             |             |             |             |             |             |             |             |
| Magic 2011                | "M11"                                        | M11 | 16 juli 2010   | 249    | 101         | 60          | 53          | 20          | 15          |             |             |             |             |             |             |             |             |             |
| Magic 2012                | "M12"                                        | M12 | 15 juli 2011   | 249    | 101         | 60          | 53          | 20          | 15          |             |             |             |             |             |             |             |             |             |
| Magic 2013                | "M13"                                        | M13 | 13 juli 2012   | 249    | 101         | 60          | 53          | 20          | 15          |             |             |             |             |             |             |             |             |             |
| Magic 2014                | "M14"                                        | M14 | 19 juli 2013   | 249    | 101         | 60          | 53          | 20          | 15          |             |             |             |             |             |             |             |             |             |
| Magic 2015                | "M15"                                        | M15 | 18 juli 2014   | 269    | 101         | 80          | 53          | 20          | 15          |             |             |             |             |             |             |             |             |             |
| Magic Origins             |                                              | ORI | 17 juli 2015   | 272    | Ej avslöjat | Ej avslöjat | Ej avslöjat | Ej avslöjat | Ej avslöjat | Ej avslöjat | Ej avslöjat | Ej avslöjat | Ej avslöjat | Ej avslöjat | Ej avslöjat | Ej avslöjat | Ej avslöjat | Ej avslöjat |

## Expansioner
Med start i Alliances fick expansioner kodnamn när de var under utveckling; Codnamnen på de tre seten i ett block bildar vanligtvis en fras eller ett tema.
Än en gång med start i Alliances började expansioner ges ut i bestämda mönster: de större seten gavs ut i oktober och de mindre i februari och juni (Alliances var från början de tredje setet i blocket; det gjordes retroaktivt om till ett andra set i och med utgåvan av Coldsnap 2006). Undantaget Stronghold som släpptes i mars 1998 istället för februari, och Scourge som släpptes i maj 2003 istället för juni, hölls detta mönster konsekvent i tio år, fram till Dissension som också släpptes i maj 2006 istället för juni, på grund av att Coldsnap släpptes i juni samma år. Detta skulle komma att bli en permanent förändring, eftersom Future Sight följde trenden och släpptes i maj 2007.
De allra första expansionerna hade inte exakta utgivningsdatum; de skeppade ut korten inom loppet av en vecka, och återförsäljare kunde börja sälja dem så fort de fick tillgång till seten. När Alliances kom ut satte man dock måndagar som utgivningsdatum (det första setet med en exakt måndagsutgivning kan ha varit tidigare, men Alliances är det första setet med ett bestämt måndagsutgivningsdatum). I och med Mirrodins utgivning 2003 ändrade man dag från måndag till fredag.
Alla set från och med Homelands[VI] har också ett smygpremiärsdatum, där kort säljs i begränsade mängder på smygpremiärsturneringar. Dessa turneringar hölls förut alltid två veckor innan utgivningsdatum, men i och med Shards of Alara hålls de nu en vecka innan.
Notering utgivningar 2007/2008: Istället för den normala 3-setscykeln gavs de fyra seten utgivna mellan oktober 2007 och juli 2008 ut i två "minicykler" - Lorwyn och Shadowmoor - och de räknas som en 4-setscykel i turneringssammanhang.
| Set                                   | Expansions- symbol                                 | Expansions- kod | Utvecklings- kodnamn | Smygutgivning         | Utgivningsdatum  | Storlek      | Storlek | Storlek  | Storlek   | Storlek          | Storlek    | Storlek  |
| Set                                   | Expansions- symbol                                 | Expansions- kod | Utvecklings- kodnamn | Smygutgivning         | Utgivningsdatum  | Totalt Cards | Vanliga | Ovanliga | Sällsynta | Mystisk Sällsynt | Basic Land | Andra    |
| ------------------------------------- | -------------------------------------------------- | --------------- | -------------------- | --------------------- | ---------------- | ------------ | ------- | -------- | --------- | ---------------- | ---------- | -------- |
| Arabian Nights                        | En sabel                                           | ARN             | inget                | inget                 | December 1993    | 92[V]        | 40      | 19       | 32        | —                | 1          | —        |
| Antiquities                           | Ett städ                                           | ATQ             | inget                | inget                 | Mars 1994        | 100[VI]      | 30      | 44       | 26        | —                | —          | —        |
| Legends                               | Foten på en dorisk pelare                          | LEG             | ingen                | ingen                 | Juni 1994        | 310          | 75      | 114      | 121       | —                | —          | —        |
| The Dark                              | En månskära                                        | DRK             | ingen                | ingen                 | Augusti 1994     | 119          | 40      | 44       | 35        | —                | —          | —        |
| Fallen Empires                        | En krona                                           | FEM             | ingen                | ingen                 | November 1994    | 187[VII]     | 121     | 30       | 36        | —                | —          | —        |
| Homelands[IX]                         | Ulgrothas Glob                                     | HML             | ingen                | Oktober 14, 1995[VII] | Oktober 1995     | 140[X]       | 50      | 47       | 43        | —                | —          | —        |
| Ice Age Cykel/Block                   |                                                    |                 |                      |                       |                  |              |         |          |           |                  |            |          |
| Ice Age                               | En snöstjärna                                      | ICE             | ingen                | ingen[VII]            | Juni 1995        | 383          | 121     | 121      | 121       | —                | 20         | —        |
| Alliances                             | Ett fladdrande baner                               | ALL             | Quack                | Maj 18, 1996          | 10 juni 1996     | 199[XI]      | 112     | 43       | 46        | —                | —          | —        |
| Coldsnap[IX]                          | Tre istappar                                       | CSP             | Splat                | 8 juli 2006           | 21 juli 2006     | 155          | 60      | 55       | 40        | —                | —          | —        |
| Mirage Cykel/Block                    |                                                    |                 |                      |                       |                  |              |         |          |           |                  |            |          |
| Mirage                                | En palm                                            | MIR             | Sosumi               | 21 september 1996     | 8 oktober 1996   | 350          | 110     | 110      | 110       | —                | 20         | —        |
| Visions                               | Zhalfirins krigstriangel                           | VIS             | Mirage Jr.           | 11 januari 1997       | 3 februari 1997  | 167          | 62      | 55       | 50        | —                | —          | —        |
| Weatherlight                          | Thranvolymen, en uppslagen bok                     | WTH             | Mochalatte           | 31 maj 1997           | 9 juni 1997      | 167          | 62      | 55       | 50        | —                | —          | —        |
| Rathcykeln eller Tempestblocket       |                                                    |                 |                      |                       |                  |              |         |          |           |                  |            |          |
| Tempest                               | Ett ovädersmoln                                    | TMP             | Bogavhati            | 4 oktober 1997        | 14 oktober 1997  | 350          | 110     | 110      | 110       | —                | 20         | —        |
| Stronghold                            | En gallerförsedd port                              | STH             | Rachimulot           | 21 februari 1998      | 2 mars 1998      | 143          | 55      | 44       | 44        | —                | —          | —        |
| Exodus                                | En bro                                             | EXO             | Gorgonzola           | 6 juni 1998           | 15 juni 1998     | 143          | 55      | 44       | 44        | —                | —          | —        |
| Artifactscykeln eller Urzablocket     |                                                    |                 |                      |                       |                  |              |         |          |           |                  |            |          |
| Urza's Saga                           | Två kugghjul                                       | USG             | Armadillo            | 3 oktober 1998        | 12 oktober 1998  | 350          | 110     | 110      | 110       | —                | 20         | —        |
| Urza's Legacy                         | En hammare                                         | ULG             | Guacamole            | 6 februari 1999       | 15 februari 1999 | 143          | 55      | 44       | 44        | —                | —          | —        |
| Urza's Destiny                        | En Erlenmeyerflaska                                | UDS             | Chimichanga          | 29 maj 1999           | 7 juni 1999      | 143          | 55      | 44       | 44        | —                | —          | —        |
| Masqueradecykeln eller Masquesblocket |                                                    |                 |                      |                       |                  |              |         |          |           |                  |            |          |
| Mercadian Masques                     | En dominomask                                      | MMQ             | Archimedes           | 25 september 1999     | 4 oktober 1999   | 350          | 110     | 110      | 110       |                  | 20         | —        |
| Nemesis                               | En stridsyxa                                       | NMS             | Euripides            | 5 februari 2000       | 14 februari 2000 | 143          | 55      | 44       | 44        |                  | —          | —        |
| Prophecy                              | Tre kristaller                                     | PCY             | Dionysus             | 27 maj 2000           | 5 juni 2000      | 143          | 55      | 44       | 44        |                  | —          | —        |
| Invasion Cykel/Block                  |                                                    |                 |                      |                       |                  |              |         |          |           |                  |            |          |
| Invasion                              | Koalitionssymbolen[XII]                            | INV             | Beijing              | 23 september 2000     | 2 oktober 2000   | 350          | 110     | 110      | 110       | —                | 20         | —        |
| Planeshift                            | En virvlande portal                                | PLS             | Hong Kong            | 27 januari 2001       | 5 februari 2001  | 143          | 55      | 44       | 44        | —                | —          | —        |
| Apocalypse                            | Yawgmoths gråtande mask                            | APC             | Shanghai             | 26 maj 2001           | 4 juni 2001      | 143          | 55      | 44       | 44        | —                | —          | —        |
| Odyssey Cykel/Block                   |                                                    |                 |                      |                       |                  |              |         |          |           |                  |            |          |
| Odyssey                               | Mirari, ett metallklot på en helix                 | ODY             | Argon                | 22 september 2001     | 1 oktober 2001   | 350          | 110     | 110      | 110       | —                | 20         | —        |
| Torment                               | En ouroboros                                       | TOR             | Boron                | 26 januari 2002       | 4 februari 2002  | 143          | 55      | 44       | 44        | —                | —          | —        |
| Judgment                              | En balanserande våg                                | JUD             | Carbon               | 18 maj 2002           | 27 maj 2002      | 143          | 55      | 44       | 44        | —                | —          | —        |
| Onslaught Cykel/Block                 |                                                    |                 |                      |                       |                  |              |         |          |           |                  |            |          |
| Onslaught                             | En fyrbent "morph"[XIII]varelse                    | ONS             | Manny                | 28 september 2002     | 7 oktober 2002   | 350          | 110     | 110      | 110       | —                | 20         | —        |
| Legions                               | Två korsade svärd bakom en sköld                   | LGN             | Moe                  | 25 januari 2003       | 3 februari 2003  | 145          | 55      | 45       | 45        | —                | —          | —        |
| Scourge                               | Ett huvud av en drake                              | SCG             | Jack                 | 17 maj 2003           | 26 maj 2003      | 143          | 55      | 44       | 44        | —                | —          | —        |
| Mirrodin Cykel/Block                  |                                                    |                 |                      |                       |                  |              |         |          |           |                  |            |          |
| Mirrodin                              | Kaldras svärd                                      | MRD             | Bacon                | 20 september 2003     | 2 oktober 2003   | 306          | 110     | 88       | 88        | —                | 20         | —        |
| Darksteel                             | Kaldras sköld                                      | DST             | Lettuce              | 24 januari 2004       | 6 februari 2004  | 165          | 55      | 55       | 55        | —                | —          | —        |
| Fifth Dawn                            | Kaldras hjälm                                      | 5DN             | Tomato               | 22 maj 2004           | 4 juni 2004      | 165          | 55      | 55       | 55        | —                | —          | —        |
| Kamigawa Cykel/Block                  |                                                    |                 |                      |                       |                  |              |         |          |           |                  |            |          |
| Champions of Kamigawa                 | En toriiport                                       | CHK             | Earth                | 18 september 2004     | 1 oktober 2004   | 306          | 110     | 88[XIV]  | 88        | —                | 20         | —        |
| Betrayers of Kamigawa                 | En shuriken                                        | BOK             | Wind                 | 22 januari 2005       | 4 februari 2005  | 165          | 55      | 55       | 55        | —                | —          | —        |
| Saviors of Kamigawa                   | En lykta                                           | SOK             | Fire                 | 21 maj 2005           | 3 juni 2005      | 165          | 55      | 55       | 55        | —                | —          | —        |
| Ravnica Cykel/Block                   |                                                    |                 |                      |                       |                  |              |         |          |           |                  |            |          |
| Ravnica: City of Guilds               | Ett torn                                           | RAV             | Control              | 24 september 2005     | 7 oktober 2005   | 306          | 110     | 88       | 88        | —                | 20         | —        |
| Guildpact                             | Guildpacts sigill                                  | GPT             | Alt                  | 21 januari 2006       | 3 februari 2006  | 165          | 55      | 55       | 55        | —                | —          | —        |
| Dissension                            | Guildpacts trasiga sigill                          | DIS             | Delete               | 22 april 2006         | 5 maj 2006       | 180          | 60      | 60       | 60        | —                | —          | —        |
| Time Spiral Cykel/Block               |                                                    |                 |                      |                       |                  |              |         |          |           |                  |            |          |
| Time Spiral                           | Ett timglas (sett från sidan)                      | TSP/TSB[XV]     | Snap                 | 23 september 2006     | 6 oktober 2006   | 422          | 121     | 80       | 80        | —                | 20         | 121[XV]  |
| Planar Chaos                          | Ett lutat timglas                                  | PLC             | Crackle              | 20 januari 2007       | 2 februari 2007  | 165          | 40      | 40       | 40        | —                | —          | 45[XVI]  |
| Future Sight                          | Ett öga som blickar ut genom en port               | FUT             | Pop                  | 21 april 2007         | 4 maj 2007       | 180          | 33      | 33       | 33        | —                | —          | 81[XVII] |
| Lorwyn Cykel/Block                    |                                                    |                 |                      |                       |                  |              |         |          |           |                  |            |          |
| Lorwyn                                | Ett alviskt "löv svärd"                            | LRW             | Peanut               | 29 september 2007     | 12 oktober 2007  | 301          | 121     | 80       | 80        | —                | 20         | —        |
| Morningtide                           | En soluppgång                                      | MOR             | Butter               | 19 januari 2008       | 1 februari 2008  | 150          | 60      | 40       | 50        | —                | —          | —        |
| Shadowmoor Cycle/Block                |                                                    |                 |                      |                       |                  |              |         |          |           |                  |            |          |
| Shadowmoor                            | En kungakrona                                      | SHM             | Jelly                | 19 april 2008         | 2 maj 2008       | 301          | 121     | 80       | 80        | —                | 20         | —        |
| Eventide                              | En solförmörkelse                                  | EVE             | Doughnut             | 12 juli 2008          | 25 juli 2008     | 180          | 60      | 60       | 60        | —                | —          | —        |
| Shards of Alara Cykel/Block           |                                                    |                 |                      |                       |                  |              |         |          |           |                  |            |          |
| Shards of Alara                       | En femdelad juvel                                  | ALA             | Rock                 | 27 september 2008     | 3 oktober 2008   | 249          | 101     | 60       | 53        | 15               | 20         | —        |
| Conflux                               | En femdelad sköld                                  | CON             | Paper                | 31 januari 2009       | 6 februari 2009  | 145          | 60      | 40       | 35        | 10               | —          | —        |
| Alara Reborn                          | En delande juvel                                   | ARB             | Scissors             | 25 april 2009         | 30 april 2009    | 145          | 60      | 40       | 35        | 10               | —          | —        |
| Zendikar Cykel/Block                  |                                                    |                 |                      |                       |                  |              |         |          |           |                  |            |          |
| Zendikar                              | En eder                                            | ZEN             | Live                 | 26 september 2009     | 2 oktober 2009   | 249          | 101     | 60       | 53        | 15               | 20         | —        |
| Worldwake                             | En öppnad eder                                     | WWK             | Long                 | 30 januari 2010       | 5 februari 2010  | 145          | 60      | 40       | 35        | 10               | —          | —        |
| Rise of the Eldrazi                   | En öppnad eder                                     | ROE             | Prosper              | 17 april 2010         | 23 april 2010    | 248          | 100     | 60       | 53        | 15               | 20         | —        |
| 2010-2011 "Lights" block (kommande)   |                                                    |                 |                      |                       |                  |              |         |          |           |                  |            |          |
| Scars of Mirrodin                     | En omringad "hexplate" som saknar en sexkantig bit | SOM             | Lights               | 25 september 2010     | 1 oktober 2010   | 249          | 101     | 60       | 53        | 15               | 20         | —        |
| Mirrodin Besieged                     | Mirrisk och phyrexisk symboler förenta             | MBS             | Camera               | 29 januari 2011       | 4 februari 2011  | 155          | 60      | 40       | 35        | 10               | 10         | —        |
| New Phyrexia                          | Bokstaven Phi, symbolen för Phyrexia               | NPH             | Action               | 7 Maj 2011            | 13 Maj 2011      | 175          | 60      | 60       | 35        | 10               | 10         | —        |
| 2011-2012 "Shake" block (kommande)    |                                                    |                 |                      |                       |                  |              |         |          |           |                  |            |          |
| Innistrad                             | 2 stilade utåtvända hägrar                         | ISD             | Shake                | 24 september 2011     | 30 oktober 2011  | 264          | 107     | 67       | 59        | 16               | 15         | —        |
| Dark Ascension                        | Inåtvänd Innistrad symbolen                        | DKA             | Rattle               | 28 januari 2012       | 3 februari 2012  | 158          | 64      | 44       | 38        | 12               | —          | —        |
| Avacyn restored                       | Avacyns "ordenkedja"                               | AVR             | Roll                 | 28 april 2012         | 4 maj 2012       | 244          | 101     | 60       | 53        | 15               | 15         | —        |

## Nytryck
Nytrycksset är set bestående av vissa kort som av olika anledningar ges ut på nytt. Det kan till exempel vara populära kort som genom efterfrågan kommer tillbaka, eller som i vissa fall, kort som trycks för att hylla vissa kända matcher eller jubileum. Några nytrycksset bygger på ett speciellt tema; till exempel byggde Beatdown på gamla, starka creatures. Ett nytryck i ett sådant set förändrar inte när kortet lämnar Standard och Extended.
| Chronicles[XX]                 | Ingen specifik symbol[XX]             | CHR | Juli 1995                | 125[XIX]                                          | 37                                                | 43                                                | 45                                                | —                                                 | —                                                 |
| Anthologies                    | Ingen specifik symbol[XX]             | ATH | November 1998            | Två 60-korts förkonstruerade lekar                | Två 60-korts förkonstruerade lekar                | Två 60-korts förkonstruerade lekar                | Två 60-korts förkonstruerade lekar                | Två 60-korts förkonstruerade lekar                | Två 60-korts förkonstruerade lekar                |
| Battle Royale                  | Ingen specifik symbol[XX]             | BRB | 12 november 1999         | Fyra 40-korts förkonstruerade lekar               | Fyra 40-korts förkonstruerade lekar               | Fyra 40-korts förkonstruerade lekar               | Fyra 40-korts förkonstruerade lekar               | Fyra 40-korts förkonstruerade lekar               | Fyra 40-korts förkonstruerade lekar               |
| Beatdown                       | En stridsklubba                       | BTD | December 2000            | Två 61-korts förkonstruerade lekar                | Två 61-korts förkonstruerade lekar                | Två 61-korts förkonstruerade lekar                | Två 61-korts förkonstruerade lekar                | Två 61-korts förkonstruerade lekar                | Två 61-korts förkonstruerade lekar                |
| Deckmasters                    | Bokstaven "D"                         | DKM | December 2001            | Två 62-korts förkonstruerade lekar                | Två 62-korts förkonstruerade lekar                | Två 62-korts förkonstruerade lekar                | Två 62-korts förkonstruerade lekar                | Två 62-korts förkonstruerade lekar                | Två 62-korts förkonstruerade lekar                |
| Duel Decks: Elves vs. Goblins  | En eld och en yxa i kombination       | EVG | 16 november 2007         | Två 60-korts förkonstruerade lekar                | Två 60-korts förkonstruerade lekar                | Två 60-korts förkonstruerade lekar                | Två 60-korts förkonstruerade lekar                | Två 60-korts förkonstruerade lekar                | Två 60-korts förkonstruerade lekar                |
| From the Vault: Dragons        | Drakvingar                            | FVD | 29 augusti 2008          | 15 specialutgivna glänsande Drakkort              | 15 specialutgivna glänsande Drakkort              | 15 specialutgivna glänsande Drakkort              | 15 specialutgivna glänsande Drakkort              | 15 specialutgivna glänsande Drakkort              | 15 specialutgivna glänsande Drakkort              |
| Duel Decks: Jace vs. Chandra   | Ett par medar som pekar åt olika håll | JVC | 7 november 2008          | Två 60-korts förkonstruerade lekar                | Två 60-korts förkonstruerade lekar                | Två 60-korts förkonstruerade lekar                | Två 60-korts förkonstruerade lekar                | Två 60-korts förkonstruerade lekar                | Två 60-korts förkonstruerade lekar                |
| Duel Decks: Divine vs. Demonic | En månskära med två horn i mitten     | DVD | 10 april 2009            | Två 60-korts förkonstruerade lekar                | Två 60-korts förkonstruerade lekar                | Två 60-korts förkonstruerade lekar                | Två 60-korts förkonstruerade lekar                | Två 60-korts förkonstruerade lekar                | Två 60-korts förkonstruerade lekar                |
| From the Vault: Exiled         | En pil avfyrad diagonalt              | FVE | 28 augusti 2009          | 15 specialutgivna glänsande tidigare bannade kort | 15 specialutgivna glänsande tidigare bannade kort | 15 specialutgivna glänsande tidigare bannade kort | 15 specialutgivna glänsande tidigare bannade kort | 15 specialutgivna glänsande tidigare bannade kort | 15 specialutgivna glänsande tidigare bannade kort |
| Endast utgivna digitalt        |                                       |     |                          |                                                   |                                                   |                                                   |                                                   |                                                   |                                                   |
| Masters Edition[XXV]           | En cirkel och en kvarts cirkel        | MED | 10 september 2007[XXVII] | 195                                               | 60                                                | 60                                                | 60                                                | 15                                                | —                                                 |
| Masters Edition II             | En cirkel och två kvartscirklar       | ME2 | 22 september 2008[XXVII] | 245                                               | 80                                                | 80                                                | 80                                                | 0                                                 | 5[XXVI]                                           |

## Introduktionsset
Dessa introduktionsset var avsedda för nybörjare i Magic: the Gathering
| Set                   | Expansionssymbol               | Expansionskod | Utgivningsdatum | Storlek | Storlek | Storlek  | Storlek   | Storlek    | Storlek |
| Set                   | Expansionssymbol               | Expansionskod | Utgivningsdatum | Totalt  | Vanliga | Ovanliga | Sällsynta | Basic Land | Övriga  |
| --------------------- | ------------------------------ | ------------- | --------------- | ------- | ------- | -------- | --------- | ---------- | ------- |
| Portal[XIX]           |                                |               |                 |         |         |          |           |            |         |
| Portal                | En portal                      | POR           | Juni 1997       | 222[XX] | 97      | 50       | 55        | 20         | —       |
| Portal Second Age     | En pentagon                    | P02           | Juni 1998       | 165     | 70      | 45       | 35        | 15         | —       |
| Portal Three Kingdoms | Kinesiska siffran 3            | PTK           | Maj 1999        | 180     | 55      | 55       | 55        | 15         | —       |
| Starter               |                                |               |                 |         |         |          |           |            |         |
| Starter 1999          | EN femuddig stjärna            | S99           | Juli 1999       | 173     | 63      | 55       | 35        | 20         | —       |
| Starter 2000          | "S" ovanpå en femuddig stjärna | S00           | Juli 2000       | 57[XXI] | 39      | 6        | 2         | 10         | —       |

## Set som är illegala i turneringar
Dessa set är, även om de publicerats av Wizards of the Coast, inte legala i DCI-turneringar.
| Set          | Expansionssymbol         | Expansionskod | Utvecklings- kodnamn | Smygutgivning  | Utgivningsdatum  | Storlek | Storlek | Storlek  | Storlek   | Storlek    | Storlek |
| Set          | Expansionssymbol         | Expansionskod | Utvecklings- kodnamn | Smygutgivning  | Utgivningsdatum  | Totalt  | Vanliga | Ovanliga | Sällsynta | Basic Land | Övriga  |
| ------------ | ------------------------ | ------------- | -------------------- | -------------- | ---------------- | ------- | ------- | -------- | --------- | ---------- | ------- |
| Astral[XXII] | En stjärna med ett följe | Ingen         | Inget                | Ingen          | April 1997       | 12      | —       | —        | —         | —          | —       |
| Un-set[XXV]  |                          |               |                      |                |                  |         |         |          |           |            |         |
| Unglued      | Ett knäckt ägg           | UGL           | inget                | 7 augusti 1998 | 17 augusti 1998  | 88      | 33      | 22       | 28        | 5          | —       |
| Unhinged     | En hästsko               | UNH           | Unglued II           | ingen          | 19 november 2004 | 141     | 55      | 40       | 40        | 5          | 1[XXVI] |